# Paramount Airways (Vereinigtes Königreich)
Paramount Airways war eine in Bristol beheimatete britische Charterfluggesellschaft, die ihren Betrieb im Jahr 1989 eingestellt hat.

## Geschichte

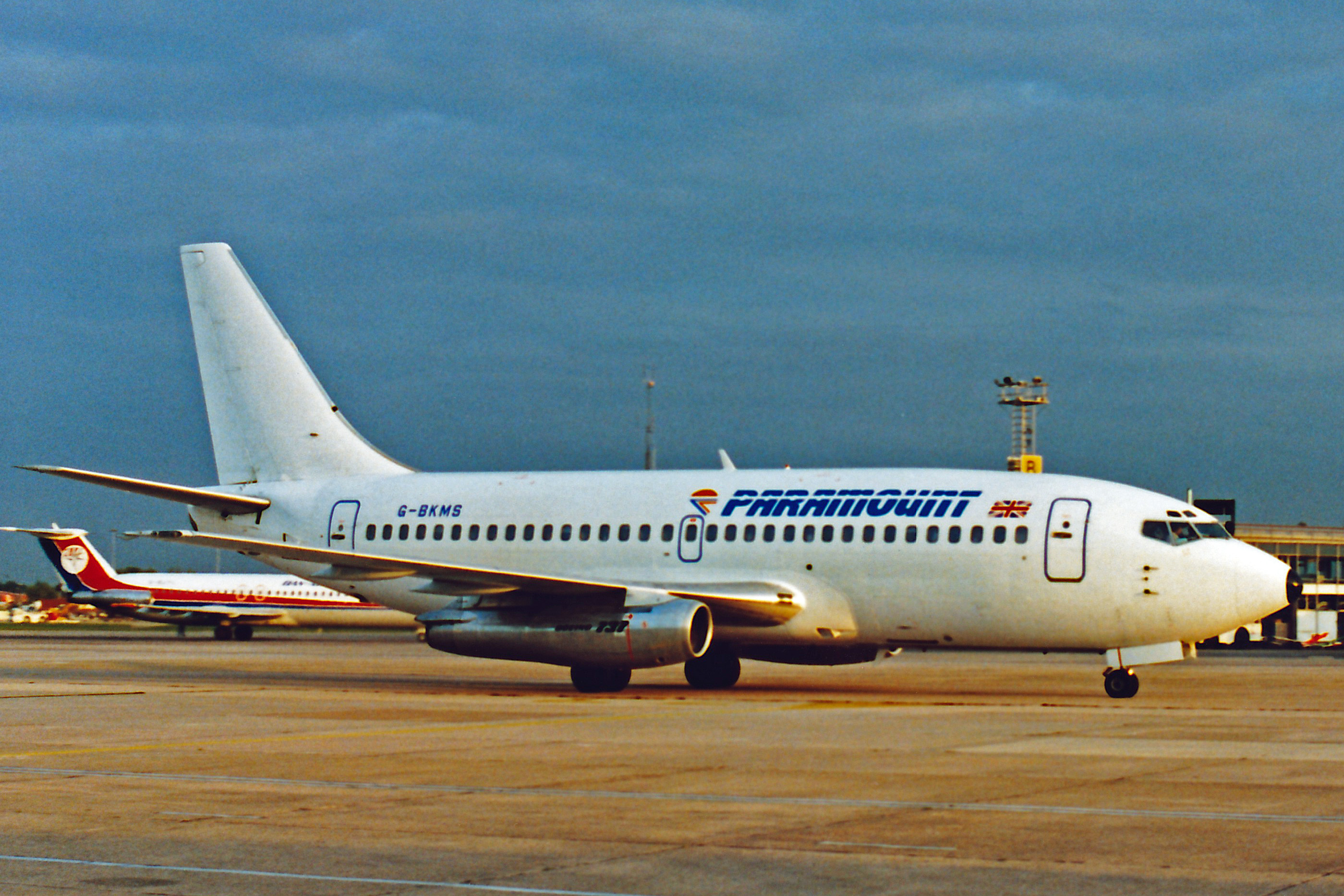
Boeing 737-200 von Paramount Airways, Manchester 1989

Paramount Airways wurde am 8. Juli 1986 gegründet, um touristische Charterflüge (IT-Charter) von den Flughäfen Bristol und Cardiff nach Südeuropa sowie zu den Kanarischen Inseln durchzuführen. Die Betriebsaufnahme erfolgte am 1. Mai 1987 mit zwei geleasten McDonnell Douglas DC-9-83/MD-83 vom Flughafen Bristol nach Málaga und Teneriffa. Paramount Airways war die erste britische Fluggesellschaft, die diesen Flugzeugtyp betrieb. In der Wintersaison 1987/88 setzte das Unternehmen die Maschinen unter anderem auch auf Langstreckenflügen nach Goa (Indien) ein.
Anfang 1988 ergänzten zwei weitere DC-9-83 die Flotte. Das Unternehmen übernahm im November 1988 die britische Fluggesellschaft Amber Airways und deren Streckennetz. Während der Sommersaison 1989 führte Paramount Airways vom Flughafen Berlin-Tegel ausgehenden Charterverkehr mit einer geleasten Boeing 737-200 durch. Zeitgleich wurden zwei gemietete Boeing 707 der Middle East Airlines (MEA) sowie eine geleaste Boeing 737-300 auf IT-Charterflügen von Großbritannien in den Mittelmeerraum eingesetzt.
Die Gesellschaft geriet im Sommer 1989 in wirtschaftliche Schwierigkeiten und beantragte am 7. August 1989 Insolvenz. Der Flugbetrieb konnte unter Aufsicht der Insolvenzverwaltung noch bis zum Ende der Sommersaison weitergeführt werden. Paramount Airways wurde im Jahr 1990 liquidiert.
Das Unternehmen besaß eine auf dem Flughafen Birmingham ansässige Tochterfirma, die Paramount Executive, die Geschäftsflugverkehr mit zwei Cessna Citation I angeboten hat.

## Flotte
- Boeing 707-320 (im Sommer 1989)
- Boeing 737-200 (im Sommer 1989)
- Boeing 737-300 (im Sommer 1989)
- McDonnell Douglas DC-9-83/MD-83 (1987 bis 1989)